# Malerreka
Malerreka és una de les 19 comarques de Navarra, situada al nord-oest de la comunitat foral, dins la merindad de Pamplona.
La comarca està situada en la part nord de la Comunitat Foral de Navarra dins de la zona geogràfica denominada Montaña de Navarra, per ella discorre el curs alt del riu Bidasoa. La comarca té 262,1 km² de superfície i forma part de les Valls Cantàbriques. Limita al nord amb la comarca de Cinco Villas, a l'est amb la de Vall de Baztan; al sud amb la d'Ultzamaldea i a l'oest amb la de Norte de Aralar.
Està formada pels municipis de: Beintza-Labaien, Bertizarana, Donamaria, Doneztebe, Elgorriaga, Eratsun, Ezkurra, Ituren, Oitz, Saldias, Sunbilla, Urrotz, Zubieta.